# Campionati italiani assoluti di scherma del 1997
I Campionati italiani assoluti di scherma del 1997 sono stati organizzati dalla Federazione Italiana Scherma e si sono svolti a Bolzano in Trentino-Alto Adige.
Nel fioretto, si sono aggiudicati i titoli dei campionati italiani Gabriele Magni, alla sua prima affermazione, e Valentina Vezzali (5º titolo).
Nella spada Sandro Cuomo ha vinto tra gli uomini il suo quarto titolo, mentre tra le donne c'è stato il successo di Anna Ferni, alla sua prima affermazione.
Nella sciabola Tonhi Terenzi ha vinto il titolo suo quinto titolo nazionale maschile.
Nei campionati italiani a squadre maschili il Centro Sportivo Carabinieri ha vinto in tutte e tre le specialità.
Nei campionati italiani a squadre femminili il Club Scherma Jesi si è affermato nel fioretto, mentre la Società del Giardino Milano ha vinto nella spada.

## Podi

### Uomini
| Specialità  | Oro                           | Argento                      | Bronzo |
| Individuali |                               |                              |        |
| Fioretto    | Gabriele Magni                | -                            | -      |
| Spada       | Sandro Cuomo                  | -                            | -      |
| Sciabola    | Tonhi Terenzi                 | -                            | -      |
| A squadre   |                               |                              |        |
| Fioretto    | Carabinieri Salvatore Sanzo - | Fiamme Oro Francesco Rossi - | -      |
| Spada       | Carabinieri -                 | -                            | -      |
| Sciabola    | Carabinieri -                 | -                            | -      |

### Donne
| Specialità  | Oro                                   | Argento | Bronzo |
| Individuali |                                       |         |        |
| Fioretto    | Valentina Vezzali                     | -       | -      |
| Spada       | Anna Ferni                            | -       | -      |
| A squadre   |                                       |         |        |
| Fioretto    | Club Scherma Jesi Valentina Vezzali - | -       | -      |
| Spada       | Società del Giardino Milano -         | -       | -      |